# Hlavnice
Hlavnice är en ort i Tjeckien. Den ligger i den östra delen av landet, 240 km öster om huvudstaden Prag. Hlavnice ligger 390 meter över havet och antalet invånare är 595.
Terrängen runt Hlavnice är kuperad åt sydväst, men åt nordost är den platt. Runt Hlavnice är det ganska glesbefolkat, med 43 invånare per kvadratkilometer. Närmaste större samhälle är Opava, 12,6 km öster om Hlavnice. Omgivningarna runt Hlavnice är en mosaik av jordbruksmark och naturlig växtlighet.